# 타들라아질랄 지방

타들라아질랄 지방

타들라아질랄 지방(아랍어: تادلة أزيلال, 프랑스어: Tadla-Azilal)은 모로코를 구성하던 16개 지방 가운데 하나로 모로코 중부에 위치했다. 행정 중심지는 베니멜랄이며 면적은 17,125km2, 인구는 1,450,519명(2004년 기준)이다. 2개 주(아질랄 주, 베니멜랄 주)를 관할했다. 2015년에 실시된 행정 구역 개편에 따라 폐지되었다.